# Pristidactylus volcanensis
El gruñidor de El Volcán (Pristidactylus volcanensis) es una especie escasa de lagarto de la familia Leiosauridae, endémica de sólo un par de valles andinos de la parte alta de cuenca del Río Maipo, en la Región Metropolitana, Chile. Está emparentado con otras especies del género Pristidactylus, que sólo habitan en Chile y Argentina, entre los 32° y 45° de latitud S, en su mayoría en ambientes de mesetas y serranías.

## Descubrimiento y distribución
Este reptil fue identificado como especie en 1987 por Madeleine Lamborot y Nelson F. Díaz, a partir de ejemplares hallados en la localidad cordillerana de El Volcán, comuna de San José de Maipo, a 60 km de camino al SE de Santiago. Los ejemplares tipo y paratipos fueron colectados entre diciembre de 1982 y enero de 1985 por Héctor Barrera y M. Lamborot, en formaciones áridas alejadas de bosques de los habituales Notophagus, que son el hábitat normal de las otras especies del género Pristidactylus endémicas de Chile; como el P. torquatus, el P. alvaroi y el P.valeriae. Su holotipo, una hembra adulta colectada el 10 de marzo de 1985, se custodia en el Laboratorio de Citogenética de la Facultad de Ciencias de la Universidad de Chile, bajo el número 982 de la colección. Se registra un nombre común para esta especie también en alemán;  El-Volcán-Grosskopfleguan.
Aparte de en El Volcán, este gruñidor ha sido registrado únicamente en la Reserva Nacional Río Clarillo, ubicada en las inmediaciones de Pirque, donde está asociado a bosquetes de ciprés de la cordillera (Austrocedrus chilensis). Por lo mismo, el área de distribución registrada para esta especie se reduce a apenas un par de valles andinos de asociados sólo a la cuenca del Río Maipo. 

## Descripción y ecología
El gruñidor de El Volcán, que no presenta dimorfismo sexual entre hembras y machos, es un lagarto de aspecto robusto y cabeza maciza para su tamaño, que alcanza como adulto entre 84 y 97 mm de largo entre cabeza y cloaca. Presenta un pliegue gular (bajo la garganta). Su color de fondo es grisáceo o plomizo, presenta bandas transversales claras sobre la región dorsal, contándose una en el cuello, cinco en el tronco y un número variable en la cola. También tiene bandas de tono alternado sobre las extremidades. El vientre es plomizo, pero presenta un tono rojizo en la zona de la cloaca. 
Es un lagarto de hábitos terrestres y diurnos, que en El Volcán tiene como hábitat pendientes montañosas de roca y zonas abiertas de matorrales. En Río Clarillo, en cambio, vive asociado a manchas boscosas de Austrocedrus, comportamiento que se acerca más al de otras especies del género Pristidactylus presentes en la Región Metropolitana, que en cambio viven en bosquetes de especies de Nothofagus en la Cordillera de la Costa.
Algunos Pristidactylus, como éste, son llamados gruñidores por emitir un gruñido o sonido gutural al ser capturados.

## Estado de conservación
El Servicio Agrícola y Ganadero de Chile la califica como una especie de "densidades poblacionales reducidas", "benéfica para la mantención del equilibrio de los ecosistemas naturales" y "en Peligro de Extinción". La UICN muestra un vacío en sus bases de datos respecto al estatus de conservación de esta especie, no incluyendo información sobre ella en su lista roja de especies en peligro.